# Betta simorum
Betta simorum, бійці́вська ри́бка Си́ма — прісноводний вид лабіринтових риб з родини осфронемових (Osphronemidae).
Був названий на честь Томаса Сима (Thomas G. K. Sim) та його дружини Фарах (Farah Sim), власників Sindo Aquarium Pte. Ltd., за гостинну зустріч, яку вони влаштували авторам опису виду під час їх перебування в індонезійській провінції Джамбі.

## Опис
Максимальна стандартна довжина (без хвостового плавця) досліджених зразків становила 73,5 мм. Загальна ж довжина риб може сягати 12 см.
Тіло довге, тонке, його висота становить 24,5-27,4 % стандартної довжини, лінії спини та черева практично паралельні. Голова відносно мала, її довжина становить 26,3-28,2 % стандартної довжини, верхній профіль трохи увігнутий, у дорослих екземплярів відразу за очима є горбинка.
Хвостовий плавець округлий, з подовженими центральними променями, спинний та анальний загострені на кінцях, черевні плавці нитчасті й видовжені. У спинному плавці 1 твердий і 10-12 м'яких променів, в анальному 2 твердих і 28-31 м'який, у хвостовому 15 променів, в черевних по 1 твердому і 5 м'яких, у грудних по 12-13 м'яких променів.
Хребців 33-34. У бічній лінії 33,5-35 лусок.
Основне забарвлення темно-коричневе, кожна луска має зелену блискітку.
Самці мають довші, ніж у самок, анальний, спинний і хвостовий плавці, а також більше блискіток на тілі, до того ж ці блискітки інтенсивніше забарвлені.
Близький вид — Betta bellica; разом вони утворюють групу видів B. bellica.
Головними відмінностями Betta simorum від найближчого родича є гостріша за формою голова та пропорційно довші черевні плавці. Кінчики черевних плавців у B. simorum сягають 14-го променя анального плавця, тоді як у B. bellica — лише 8-го.

## Поширення
Вид поширений в Індонезії. Зустрічається в південній частині східного узбережжя острова Суматра: в провінціях Джамбі, Ріау, Південна Суматра. Betta simorum була виявлена також на острові Банка і в басейні річки Капуас на острові Калімантан (провінція Західний Калімантан).
Водиться у так званих «чорних водах» торфових боліт із низьким показником pH 3-4. Тримається на мілководних ділянках стоячих або з повільною течією лісових водойм з товстим шаром опалого листя на дні. Над водою нависають прибережні дерева, що пропускають мало сонячних променів.
Дослідження виявили, що значну частину в раціоні харчування цих риб становлять німфи бабок.

## Розмноження
У період нересту самці будують гнізда з бульбашок повітря. Нерест відбувається під гніздом у типових для лабіринтових риб «обіймах», коли самець обгортається навколо самки. Інкубація ікри та розвиток личинок відбувається у гнізді під охороною самця.

## Господарське значення
Betta simorum має комерційну цінність як декоративна акваріумна риба. Щороку на Суматрі в сухий сезон виловлюється велика кількість цих риб. Їх вивозять до Сінгапуру, великого центру торгівлі декоративними рибами, а далі вони експортуються в магазини Європи та Японії.

## Утримання в акваріумі
Betta simorum можна тримати парами у видових або спільних акваріумах. Для пари потрібен акваріум на 75 літрів, на групу — на 200 літрів або більше. Акваріум тісно накривають склом, щоб запобігти вистрибуванню риб. Риби повинні мати схованки: печери, густа рослинність. Вода потрібна м'яка, кисла (pH 3,0–6,0), добре фільтрована; температура в межах 25–30 °C. Рибам пропонують живі та заморожені корми; екземпляри, виведені в неволі, звикають до штучних кормів.